# Strasburg (Uckermark)
Strasburg (Uckermark) è una città di 4451 abitanti del Meclemburgo-Pomerania Anteriore, in Germania.
Appartiene al circondario (Landkreis) della Pomerania Anteriore-Greifswald.

## Geografia fisica
Strasburg si trova nella zona sudorientale del Meclemburgo-Pomerania Anteriore non lontano dal confine con il Brandeburgo. Le colline moreniche della zona raggiungono altezze che vanno dai 60 ai 100 m s.l.m. La parte settentrionale del territorio comunale comprende un tratto dei Monti Brohmer (altezza fino a 133 m s.l.m.) e lascia il lago Galenbecker e le paludi del Friedländer Große Wiese quasi all'altezza del livello del mare. A parte alcuni laghi privi di emissario, ruscelli e fossati drenano la zona nel fiume Ucker.
Le maggiori città più vicine sono Pasewalk, Prenzlau e Neubrandenburg mentre i comuni limitrofi sono (in senso orario iniziando da nord):
- Heinrichswalde
- Rothemühl
- Uckerland
- Mildenitz
- Groß Miltzow
- Schönhausen
- Galenbeck

## Storia

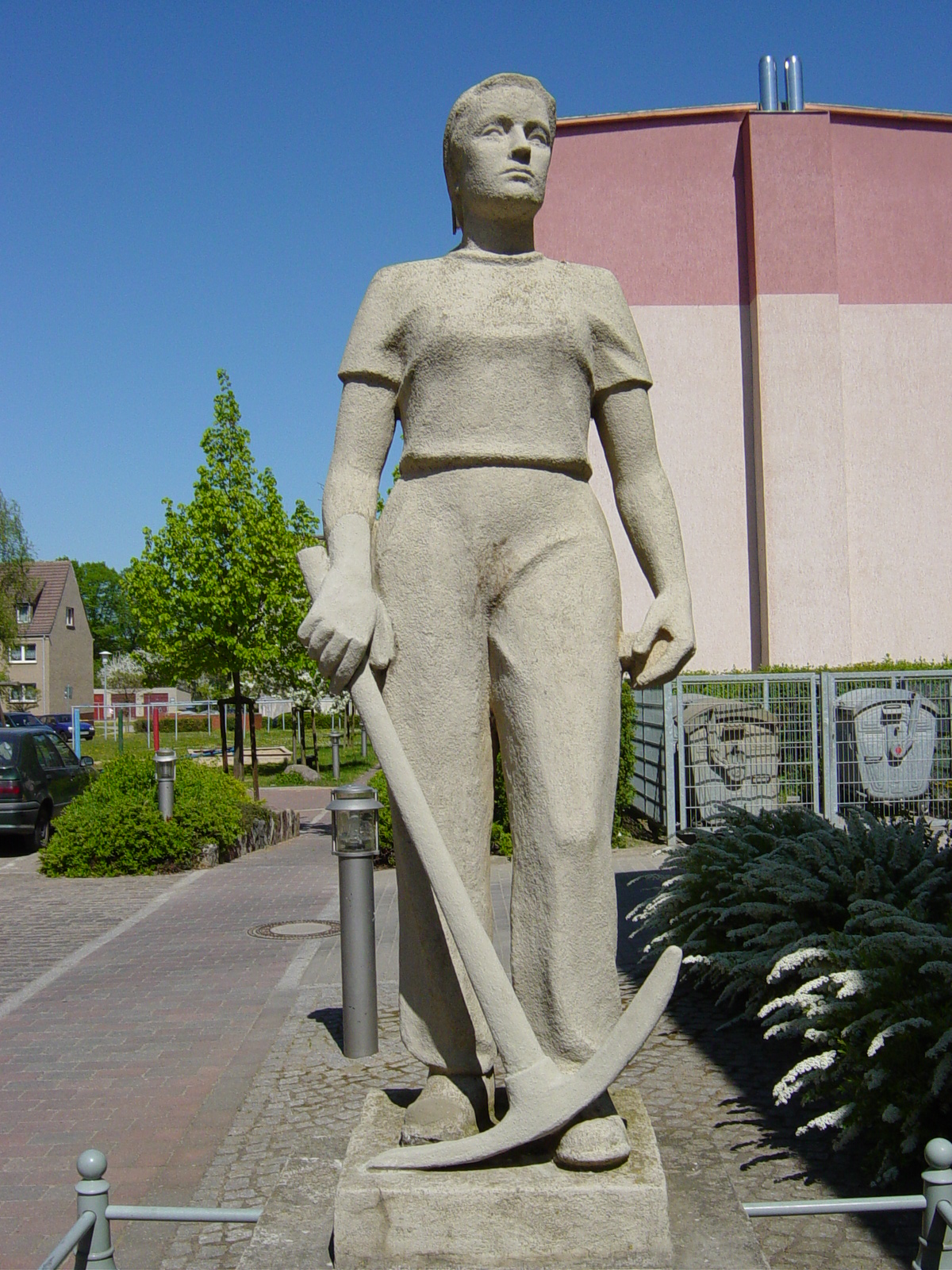
Monumento "Trümmerfrau" (lett. "Donna [che lavora] nelle macerie") a Strasburg (opera di Herbert Köhnke)

Gli inizi della città risalgono ad oltre 750 anni fa. Strasburg fu fondata da Barnim I di Pomerania riunendo le località di Altstädt, Falkenberg e Jüteritz. Essa viene citata per la prima volta con il documento Straceburch nel 1267. La sua posizione al centro del triangolo formato da Meclemburgo, Pomerania e Brandeburgo ne fece l'obiettivo di numerose guerre di confine. Con la pace di Prenzlau del 1479 l'Uckermark, inclusa allora Strasburg, passò definitivamente al Brandeburgo.
Nel XVII secolo la città patì, a causa della guerra dei trent'anni, incendi e pestilenze che ne decimarono la popolazione. Con l'immigrazione della fine del XVII secolo di 244 profughi ugonotti provenienti dalla Francia di Luigi XIV iniziò il decollo economico di Strasburg. Nel periodo dell'industrializzazione, Strasburg fu connessa, alla fine del XIX secolo, alla rete ferroviaria.
La fine della seconda guerra mondiale (1945) vide Strasburg distrutta al 55 %; fu ricostruita integralmente negli anni cinquanta e sessanta.
Fino al 1947 Strasburg faceva parte della provincia prussiana di Brandeburgo, ma dal luglio di quell'anno passò al Land della DDR del Brandeburgo. Con lo scioglimento dei  Länder della DDR nel 1952, Strasburg passò al distretto di Neubrandenburg, diventando capoluogo di un circondario.
Nel 1990 Strasburg fu inserita nel Land di nuova costituzione denominato Meclemburgo-Pomerania Anteriore. Nel corso della riforma amministrativa del 1994 Strasburgo perse il suo status di capoluogo di circondario, divenendo una delle città del nuovo circondario di Uecker-Randow. Nonostante che in occasione della riforma dei Länder del 1990 gran parte dell'Uckermark tornasse a far parte del Brandeburgo, Strasburg, a seguito dell'esito di una consultazione popolare cittadina, fu assegnata dal 1991 al Meclemburgo-Pomerania Anteriore. Dal 1º marzo 1995 il suo nome ufficiale è Strasburg (Uckermark).

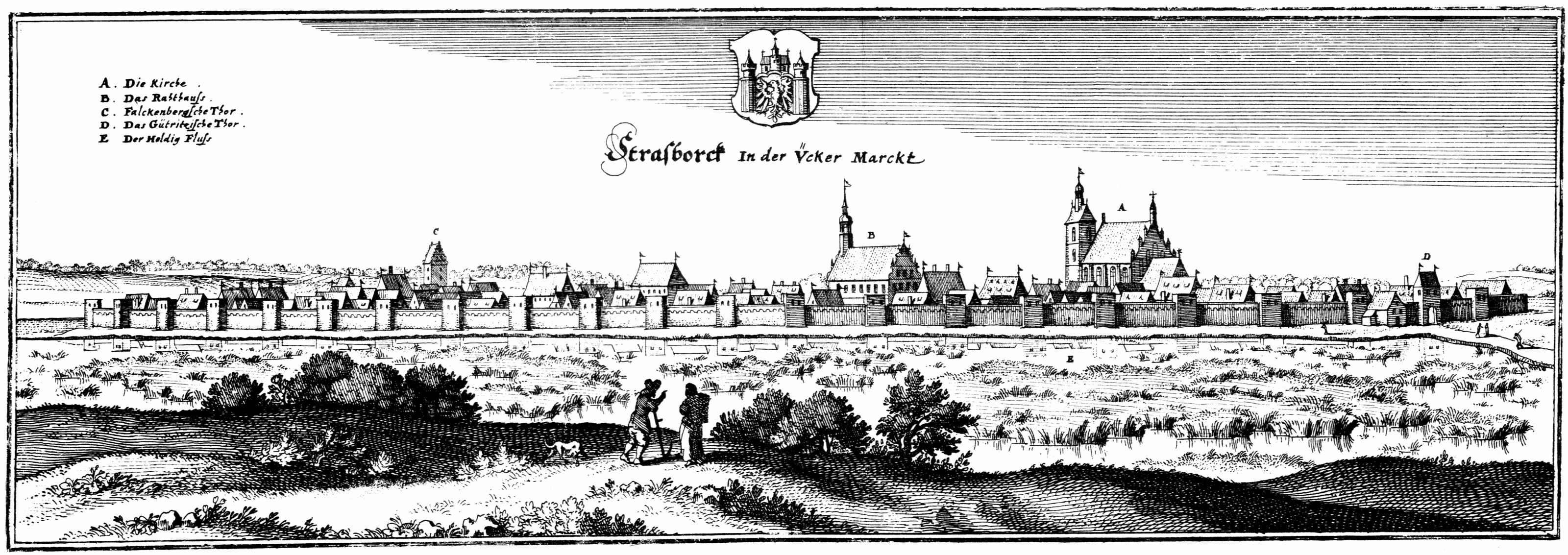
Strasburgo verso il 1650

## Società

### Evoluzione demografica

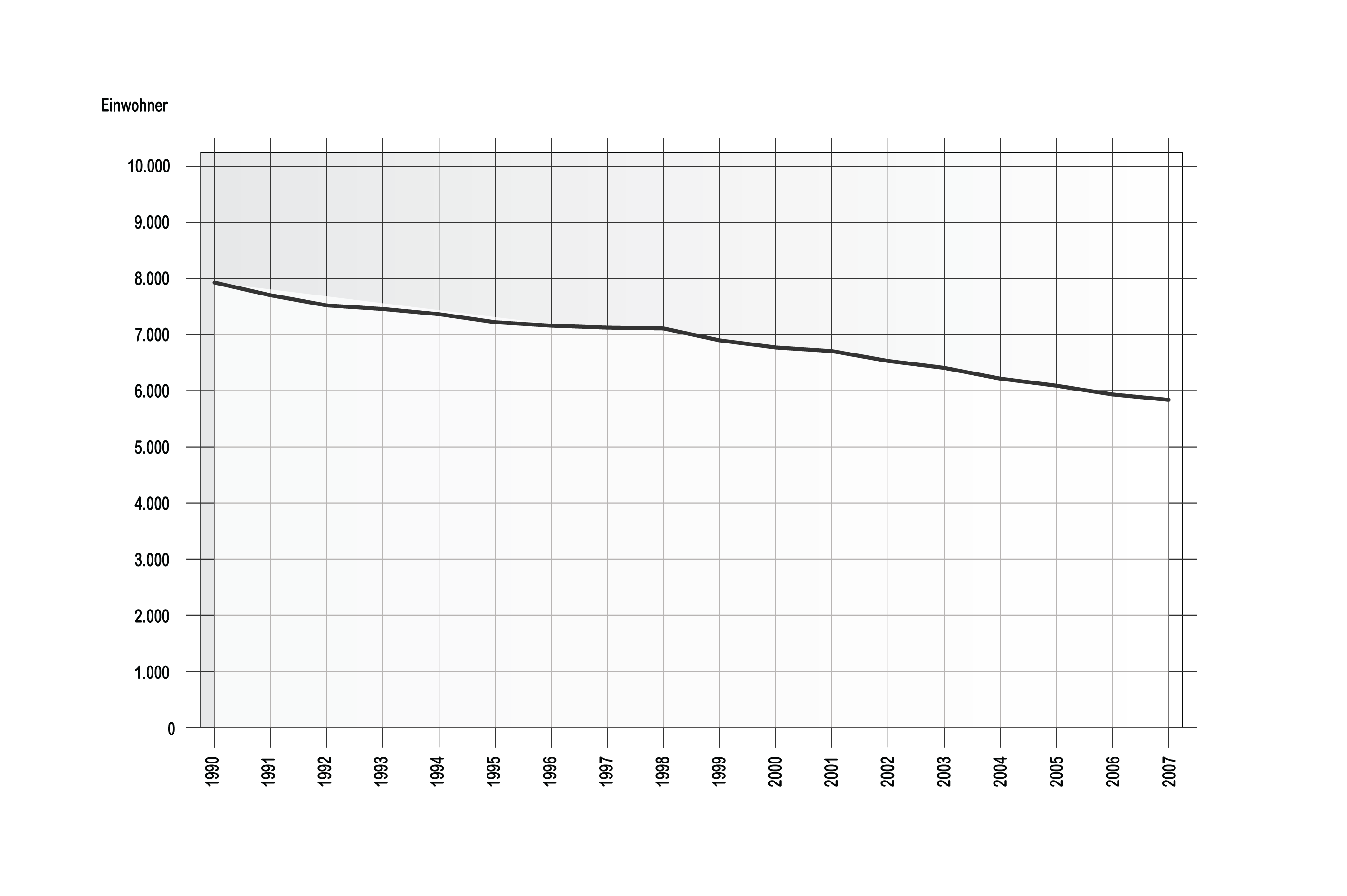
Sviluppo demografico dal 1990

L'entità della popolazione residente mostra un calo di circa il 20% negli ultimi vent'anni.

## Geografia antropica
Appartengono a Strasburg i sobborghi di:
- Gehren (incorporato il 9 settembre 1992)
- Neuensund (incorporato il 9 settembre 1992)
- Schwarzensee (con le zone di Klepelshagen e Rosenthal)

Altre zone della città sono Boldshof, Burgwall, Glantzhof, Karlsburg, Karlsfelde, Klepelshagen, Köhnshof, Lauenhagen, Linchenshöh, Ludwigsthal, Luisenburg, Louisfelde, Marienfelde, Muchowshof, Ottilienau, Ravensmühle, Schneidershof, Schönburg, Rosenthal, Schwarzensee-Siedlung, Wilhelmsburg, Wilhelmslust, Ziegelhausen, Zimmermannsmühle.

## Economia

### Turismo
Sono di particolare interesse turistico e culturale:
- Chiesa evangelica cittadina di Sankt Marien, eretta fra il 1250 ed il 1280 e successivamente ristrutturata in stile alto-gotico. L'attuale struttura risale ad una ristrutturazione generale del 1868
- La chiesa cattolica dedicata alla Sacra Famiglia, che fu eretta nel 1910 in stile neoromanico
- Il municipio, eretto nel 1849 e ristrutturato nel 1999
- I resti medievali delle mura cittadine
- Il Museo della città, allestito nel fabbricato di una scuola risalente al 1760
- L'antico cimitero ebraico sulla collina Sinaihügel
- L'ex colonna idraulica di 36 m di altezza, costruita nel 1928
- Un monumento del 1968 in memoria delle vittime del fascismo nella Bahnhofstraße

## Infrastrutture e trasporti
La città era una volta stazione di confine della tratta ferroviaria Bützow–Stettino ed oggi è una fermata dei treni regionali delle ferrovie tedesche.
L'autostrada federale n. 20 passa vicino a Strasburg, che le è collegata da un raccordo lungo quattro chilometri. La città si trova inoltre sulla Statale 104 che collega Neubrandenburg a Stettino.

## Amministrazione
Il consiglio comunale di Strasburg conta 17 membri, dalle elezioni comunali del 2009 così distribuiti:
| Raggruppamento politico | Seggi |
| ----------------------- | ----- |
| CDU                     | 5     |
| SPD                     | 5     |
| Die Linke               | 4     |
| Lista civica UER        | 3     |

### Gemellaggi
Strasburg è gemellata con:
- Straßburg
- Brodnica
- Drawsko Pomorskie

## Galleria d'immagini

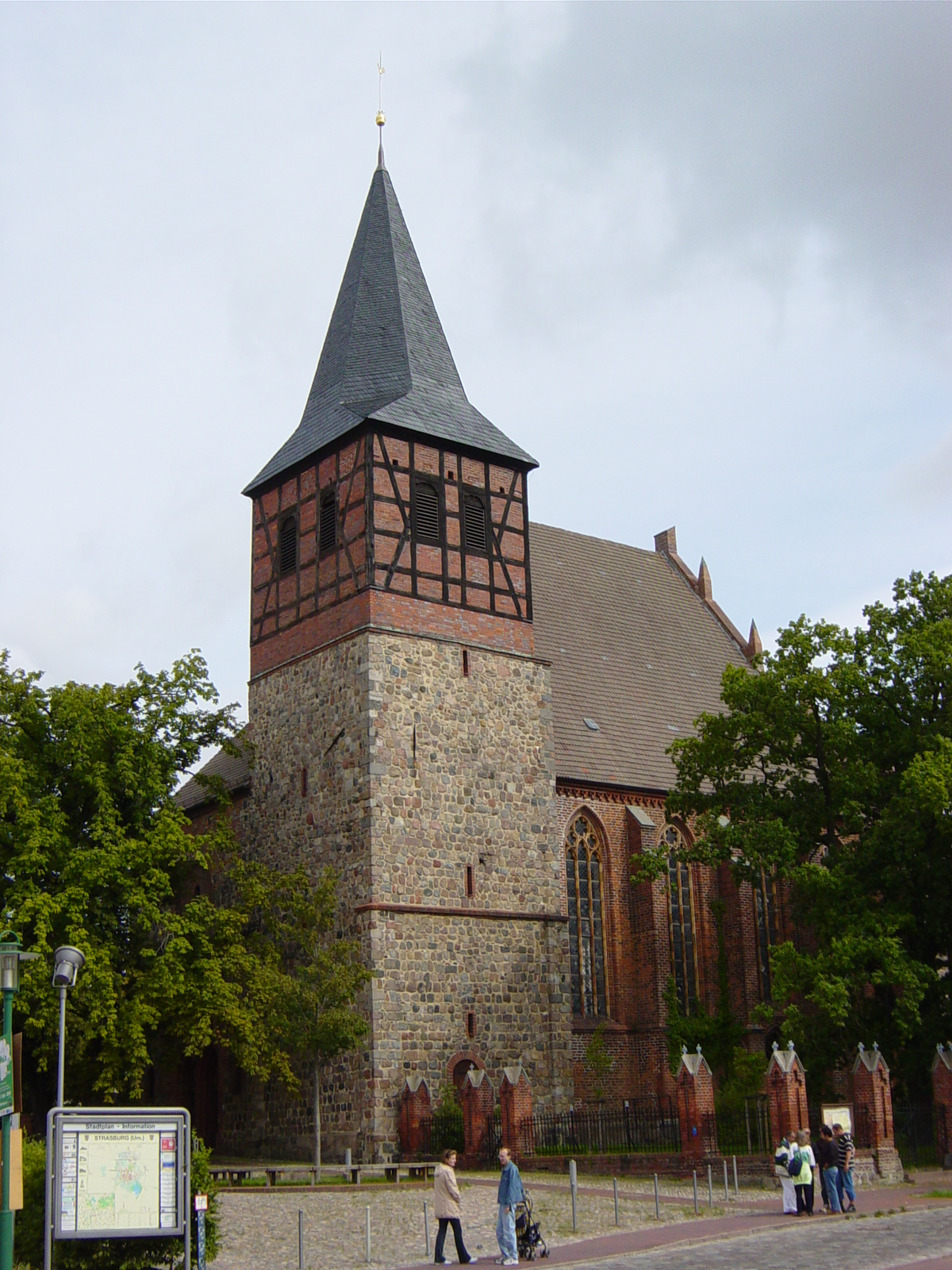
La chiesa di St.-Marien in Strasburg, ancora priva di orologio (2004)
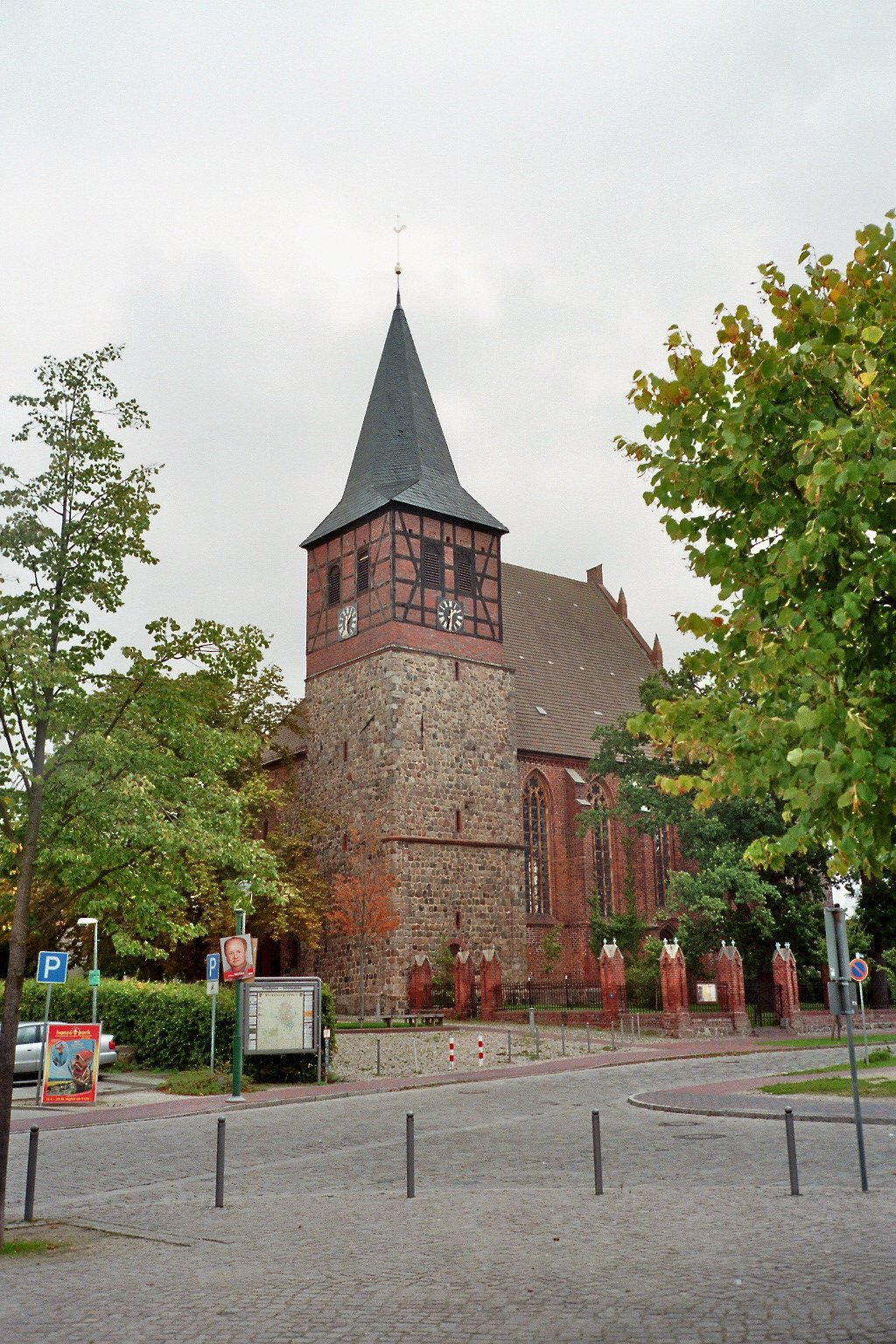
Chiesa con l'orologio (2006)
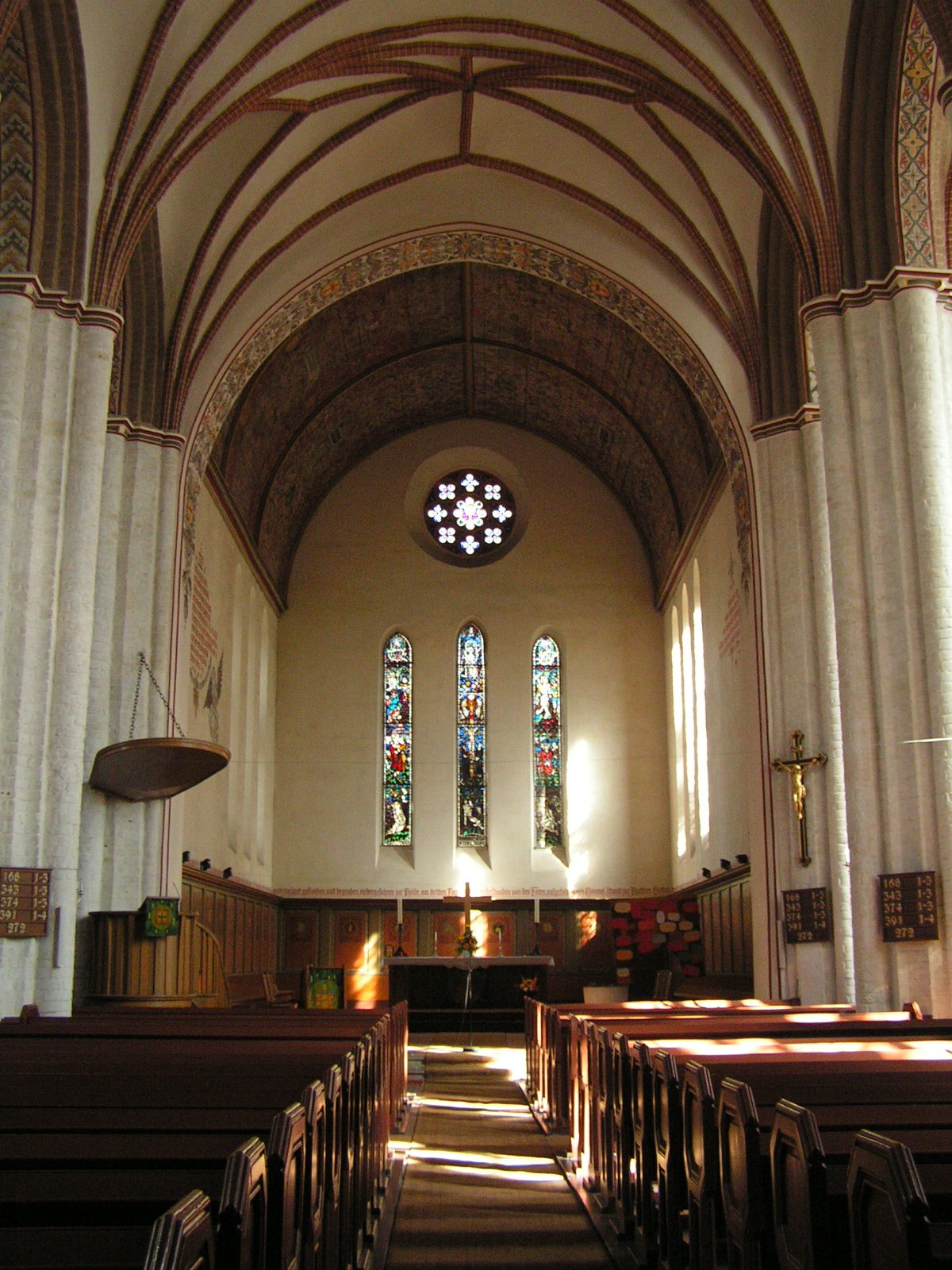
Strasburg – St.-Marien-Kirche (Interno)